# Gare de Shin-Koyasu
La gare de Shin-Koyasu (新子安駅, Shin-Koyasu-eki) est une gare ferroviaire de la ville de Yokohama au Japon. Elle est située dans l'arrondissement de Kanagawa. La gare est gérée par la East Japan Railway Company (JR East).

## Situation ferroviaire
La gare de Shin-Koyasu est située au point kilométrique (PK) 55,1 de la ligne Keihin-Tōhoku.

## Histoire
La gare a été inaugurée le 11 novembre 1943.

## Service des voyageurs

### Accès et accueil
La gare dispose d'un bâtiment voyageurs ouvert tous les jours, avec des guichets et des automates pour l'achat de titres de transport.

### Desserte
- JK Ligne Keihin-Tōhoku :
  - voie 1 : direction Tokyo et Ōmiya
  - voie 2 : direction Yokohama et Ōfuna

### Intermodalité
La gare de Keikyū Shinkoyasu de la compagnie Keikyū est située à proximité.